# 名谷町
名谷町（みょうだにちょう）は、兵庫県神戸市垂水区にある町名。郵便番号は655-0852。
2021年（令和3年）12月31日現在の世帯数は4,550世帯、人口は9,050人。

## 地理

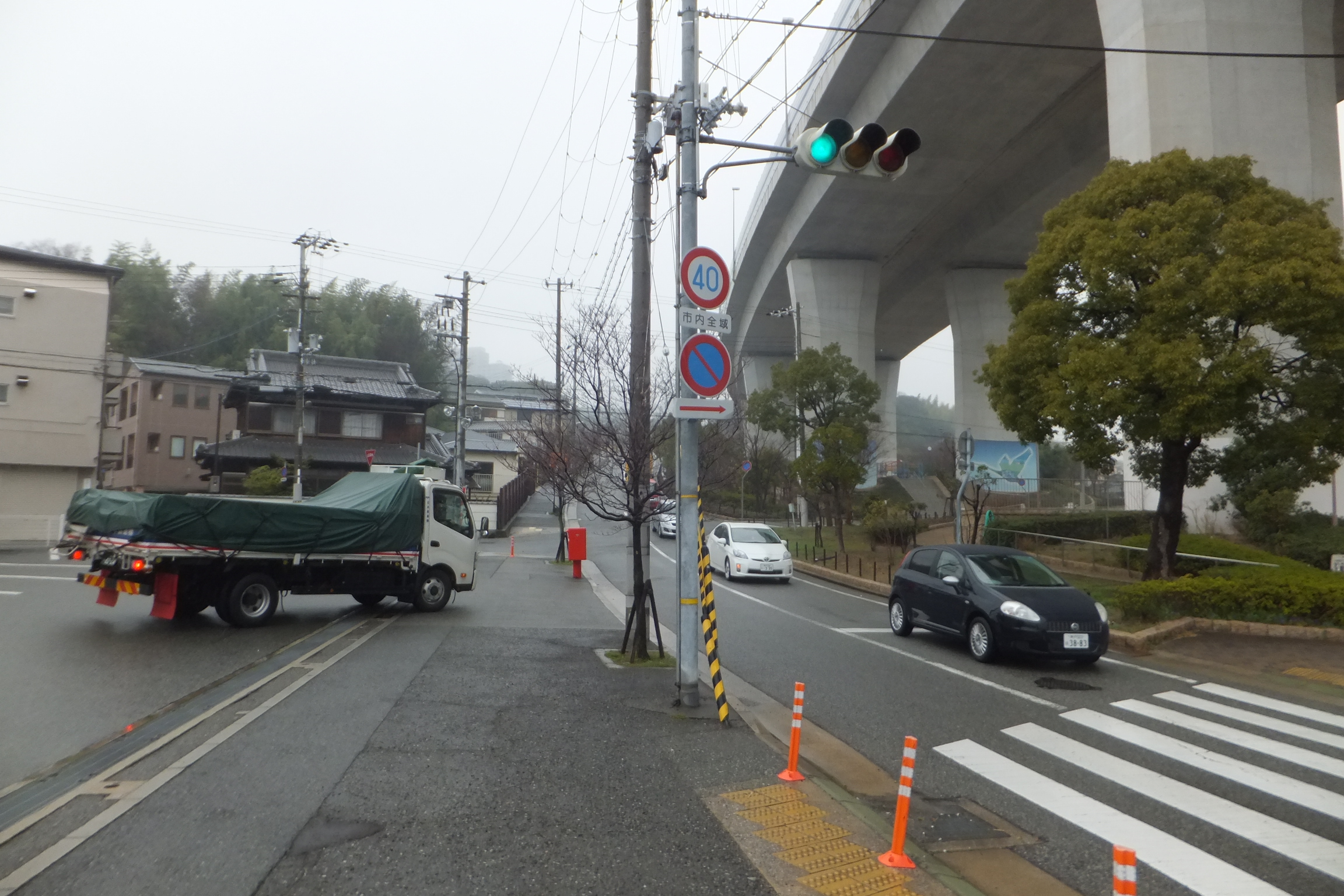
高架下が公園化された地点

垂水区中部を流れる福田川の中流から上流に位置する。旧明石郡垂水町名谷であった範囲から戦後の宅地造成によって新たな町が独立していき、残った範囲が現在の町域となっている。名谷地区の大部分を占める。また、つつじが丘七丁目の東側に飛び地を1つ持つ。東西を丘陵地に挟まれた地形となっており、その谷筋を県道が通る。かつては谷沿いに田畑が耕作されていた農村であった。西名、東名、滑、中山、奥畑のもと5つの村だった地域からなっており、それぞれの地区に古くからの史跡が残る。現在では住宅地としての性格が強くなっており、新興住宅地、大規模な市営住宅などが建ち、県道沿いやインターチェンジ周辺には商業施設がある。一方、転法輪寺周辺の原生林、福田川沿岸のプロムナード、高速道路高架下に整備された公園など、自然環境も豊富である。
東は須磨区菅の台、つつじが丘、桃山台、下畑町、南は青山台、美山台、福田、千鳥が丘、潮見が丘、西は学が丘、小束山本町、小束山、神和台、北は西区学園東町、須磨区緑台、西落合に接している。住居表示は実施されていない。
町の南部を東西に兵庫県道21号神戸明石線、中部を南北に65号神戸加古川姫路線・488号長坂垂水線が通っている。また、町内に第二神明道路・阪神高速5号湾岸線・神戸淡路鳴門自動車道・第二神明北線が通り、名谷インターチェンジ・垂水インターチェンジが設置されている。阪神高速5号湾岸線・神戸淡路鳴門自動車道・第二神明北線を接続する垂水ジャンクションが西部にあり、これは日本最大のジャンクションである。

### 河川
- 福田川 - 地域内を南北に流れる二級河川。須磨区白川峠西南斜面を源流として垂水海岸まで至る。

### 小字
名谷町は住居表示未実施であり、小字が残っている。以下に現在の各地区ごとの小字を示す。
- 西名
  - 入野
  - 押戸
  - 猿倉
  - 堂面
  - 中坊
  - 平ノ垣内
  - 前田
  - 丸尾

- 東名
  - 権行司
  - 古蔵
  - 室山
  - 社谷

- 滑
  - 後谷
  - 大谷
  - 桜ケ谷
  - 寺池
  - 西ノ子
  - 横尾

- 中山
  - 阿弥陀坊
  - 柄立原
  - 奥之坊
  - 加市
  - 垣ノ内
  - 春日手
  - 北野
  - 高曽
  - 梨原
  - 湯屋谷

- 奥畑
  - 市ノ子
  - 賀市
  - 北野屋敷
  - 向井畑

## 歴史
中山地区西北端にある高塚山に、古墳時代末期の円墳が多数見つかっており、この時代には人が生活していたことがうかがえる。
転法輪寺から太山寺への高塚山を通る道に沿って、多数の横穴式円墳が残っており、古墳時代の土師器、須恵器の破片が出土している。また、中山、奥畑両地区からは6世紀ごろの古墳、鏡が多数出土している。大化の改新が起こった645年（大化元年）に、畿内の西端が鉢伏山南端と決められ、名谷は播磨国の東端となった。8世紀中ごろの奈良時代に、東大寺の荘園となり、垂水荘に属した。龍華山転法輪寺の寺伝によれば、806年（大同元年）に在原行平が平城天皇の病気の平癒を願って中山村に同寺を開基し、本尊・五智如来を安置したという。また、滑村の龍華山明王寺も同年の開基と伝える。1184年（寿永3年/治承8年）3月20日の一ノ谷の戦いの前に、源義経が奥畑村の奥畑大歳神社で戦勝祈願の参拝をしたという言い伝えが残っている。1375年（天授元年/永和元年）に悦叟大和尚が奥畑村に円通山石水寺を開基した。
明治初年に西名、東名、滑、中山、奥畑の各村が合併して明石郡名谷村となった。1873年（明治6年）奥畑地区に名渓小学校、中山、滑、西名、東名の各地区に龍華小学校が開校された。1889年（明治22年）の町村制施行に伴って、東垂水、西垂水、塩屋、山田、下畑、多聞の各村と共に合併し明石郡垂水村となった。この時に名谷は垂水村の大字となった。1928年（昭和3年）に垂水村に町制が敷かれ、明石郡垂水町となった。1941年（昭和16年）に垂水町は神戸市須磨区に編入され、この時に名前に町を付け神戸市須磨区名谷町となった。1946年（昭和21年）に垂水区が須磨区から分区され、神戸市垂水区名谷町となる。1977年（昭和52年）に神戸市立垂水中学校から分離独立して神戸市立福田中学校が開校した。
須磨ニュータウン、西神流通業務団地、神戸総合運動公園の開発に伴い、1969年（昭和44年）、1973年（昭和48年）、1977年（昭和52年）、1985年（昭和60年）に奥畑地区の一部を須磨区に編入した。神戸市営地下鉄西神・山手線の名谷駅周辺（須磨区中落合）はかつて奥畑地区の北端の丘陵地だったが、現在では駅周辺の地域に造成された団地を指す地名としての「名谷」の方が有名となってしまった。
他都市の人から、「なだにちょう」、「なやちょう」、「みょうやちょう」などと間違えて読まれることもある。

### 沿革
- 1868年（明治元年）：西名、東名、滑、中山、奥畑の各村が合併し明石郡名谷村となる。
- 1873年（明治6年）3月7日：名渓小学校、龍華小学校（現在の神戸市立名谷小学校）が開校する。
- 1889年（明治22年）4月1日：町村制が施行され、東垂水、西垂水、塩屋、山田、下畑、多聞の各村と共に合併し、明石郡垂水村名谷となる。
- 1928年（昭和3年）10月 - 垂水村に町制が敷かれ明石郡垂水町となり、明石郡垂水町名谷となる。
- 1941年（昭和16年）7月 - 明石郡垂水町は神戸市に合併し神戸市須磨区となり、名谷は名谷町と改称する。
- 1946年（昭和21年）11月1日 - 旧垂水町は須磨区から分区し垂水区となり、神戸市垂水区名谷町となる。
- 1977年（昭和52年）4月1日 - 神戸市立垂水中学校から分離独立して神戸市立福田中学校が開校する。

### 地名の由来
旧村名に基づいた地名である。名谷という名前については色々な説がある。明治以前に存在した村である西名、東名はそれぞれ西名谷、東名谷の略称であり、このことから考えるとこのあたりがもともと名谷と呼ばれていた地域であり、それが北に広がっていったと思われる。『神戸の町名 改訂版』では特に有力なものとして、
1. ミョウガの取れる谷であったので、「茗荷（みょうが）谷」→「名ケ谷」→「名谷」となった。
2. 稲の穂そのものを神に祭る場所である「みょう」があった。

という二説を挙げている。また、『名谷誌』では、「名」とは一般庶民の上に位置する階級であり、一ノ谷の戦いに敗れた平家の武士たちが名谷付近に逃れてきたとき、先住者たちとは素性が違うという内心の矜持を階級の上位呼称「名」に託し、名の住む谷であるから「名谷」と称したという説を挙げている。

## 小・中学校の学区
市立小・中学校に通う場合、学区は以下の通りとなる。
| 区域                                               | 小学校               | 中学校               |
| -------------------------------------------------- | -------------------- | -------------------- |
| 奥畑地区（字市ノ子、字賀市、字北野屋敷、字向井畑） | 神戸市立菅の台小学校 | 神戸市立竜が台中学校 |
| 神戸淡路鳴門自動車道以西                           | 神戸市立小束山小学校 | 神戸市立多聞東中学校 |
| 第二神明道路以南                                   | 神戸市立福田小学校   | 神戸市立福田中学校   |
| 上記以外                                           | 神戸市立名谷小学校   | 神戸市立福田中学校   |

## 交通
山陽バス、神戸市バスが地域内を走る。南から北へ東名谷、西名谷、滑、あみだ堂、名谷小学校前、中山、中山西口、神和台口、奥畑口、奥畑の各停留所がある。

### バス
| 系統 | 起点     | 経由バス停                               | 終点         |
| ---- | -------- | ---------------------------------------- | ------------ |
| 5    | 垂水駅   | 上高丸団地 掖済会病院 学が丘 中山 奥畑   | 名谷駅       |
| 11   | 垂水東口 | 中山 学が丘                              | 学園都市駅前 |
| 12   | 垂水東口 | 中山（旧道） 奥畑                        | 名谷駅       |
| 13   | 垂水東口 | つつじが丘 滑 奥畑                       | 名谷駅       |
| 14   | 名谷駅   | 中山 学が丘                              | 舞子高校前   |
| 14   | 名谷駅   | 中山 学が丘                              | 学園都市駅前 |
| 15   | 名谷駅   | 奥畑 神和台口（新道） 桃山台             | 青山台       |
| 特15 | 名谷駅   | 北須磨高校前 中山（旧道）あみだ堂 桃山台 | 青山台       |
| S15  | 名谷駅   | 北須磨高校前 神和台 あみだ堂 桃山台      | 青山台       |
| 23   | 垂水東口 | 青山台 桃山台 つつじが丘 中山 学が丘     | 掖済会病院   |

| 系統 | 起点     | 経由バス停             | 終点   |
| ---- | -------- | ---------------------- | ------ |
| 15   | 名谷駅前 | 北須磨高校前 滑 桃山台 | 青山台 |

### 道路
高速道路
- 第二神明道路
  - 名谷インターチェンジ
- 阪神高速5号湾岸線

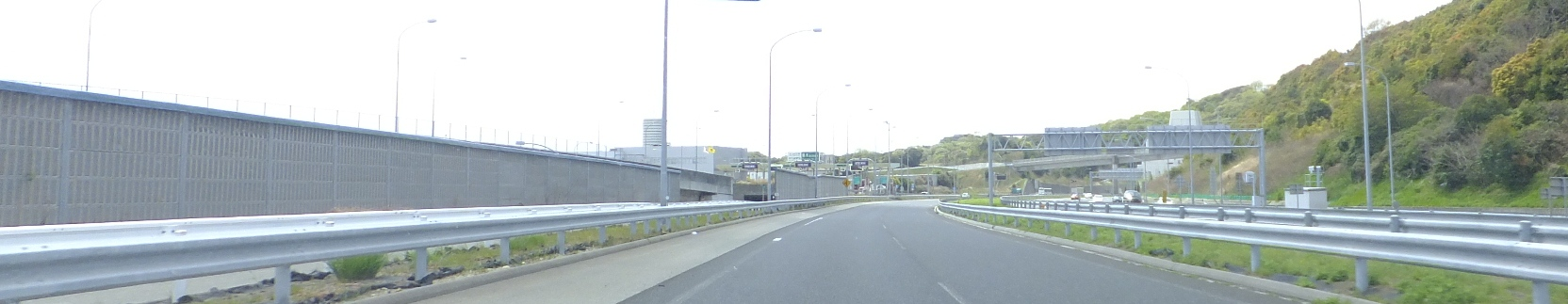
神戸淡路鳴門自動車道
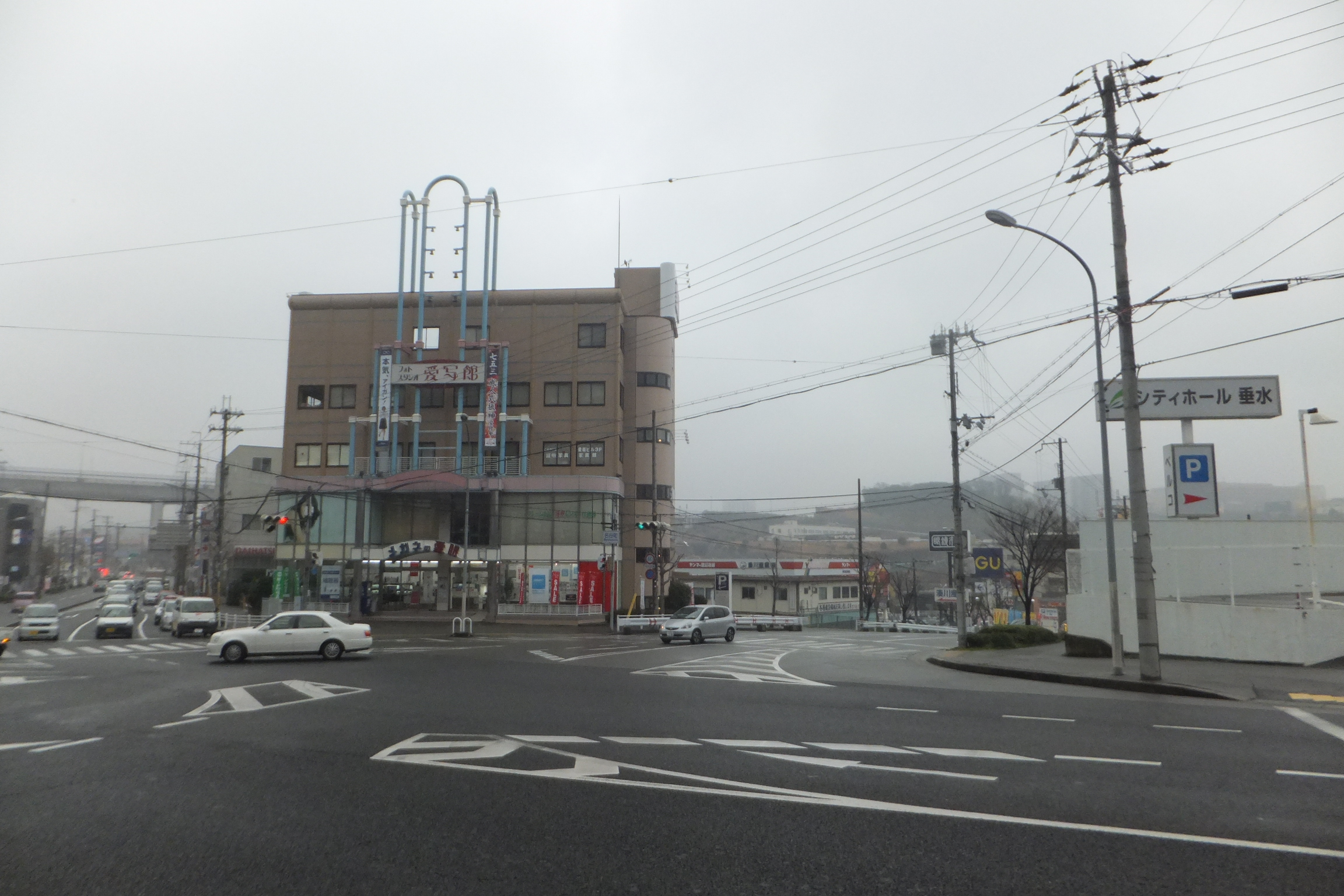
兵庫県道21号神戸明石線
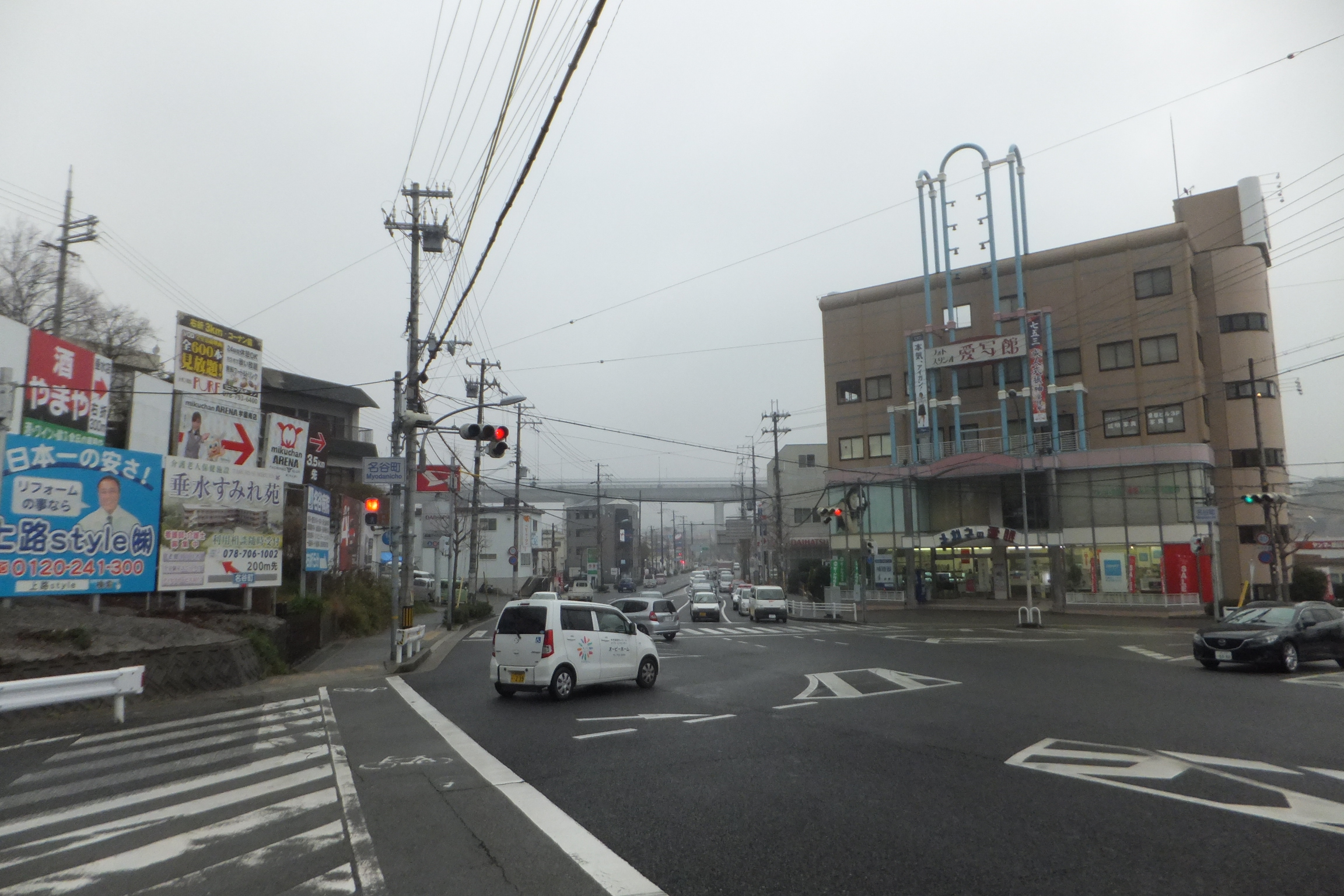
兵庫県道488号長坂垂水線
  - 垂水インターチェンジ
- 第二神明北線

都道府県道
- 兵庫県道21号神戸明石線
- 兵庫県道65号神戸加古川姫路線
- 兵庫県道488号長坂垂水線

- 神戸淡路鳴門自動車道
- 兵庫県道21号神戸明石線
- 兵庫県道488号長坂垂水線

## 施設
教育
- 神戸市立名谷小学校 - 名谷町字大谷1896番地
- 神戸市立福田中学校 - 名谷町字猿倉254番地

公共
- 垂水健康公園
- 名谷あじさい公園（垂名公園）
- 高曽公園
- 西名会館
- 東名公会堂
- 滑公会堂
- 中山公民館
- 奥畑公民館

寺社
- 西名若宮神社
- 春日神社
- 東名奥津神社
- 賽ノ神神社
- 阿弥陀堂
- 明王寺
- 宮野尾神社
- 転法輪寺
- 大歳神社
- 石水寺

## 史跡
- 石造宝篋印塔

西名若宮神社の鳥居手前の方見堂の中にある石塔。1380年（天授6年/康暦2年）に建てられたことを表す銘が両脇に入っている。鎌倉時代から街道沿いに建てられており、村人の安全を願うためのものだったという。1971年（昭和46年）4月1日に、県の重要文化財に指定された。
- 木造阿弥陀如来坐像

中山地区にある転法輪寺の本尊。平安時代後期に造られた像であり、垂水区内で最も古い像である。1901年（明治33年）に当時の古社寺保存法に基づく旧国宝（現行法の重要文化財に相当）に指定され、1950年、文化財保護法の施行により国の重要文化財となった。
- 転法輪寺原生林

面積が約1haの、寺への参道周辺に育つ原生林。縄文時代の原始照葉樹林が豊富に残っており、多くの鳥類が生息する。1973年（昭和48年）3月9日に、県の天然記念物に指定された。